# Tenonsche Kapsel
Die Tenonsche Kapsel (Synonyme: Tenon-Kapsel, Vagina bulbi) ist Teil des Bandapparates der Augen und eine in der Augenhöhle (Orbita) des Menschen gelegene bindegewebsartige Faszie. Die Kapsel ist nach dem französischen Chirurgen Jacques-René Tenon (1724–1816) benannt, der die Struktur 1806 erstmals beschrieb.

## Anatomie
Die Tenonsche Kapsel trennt die Sklera (Lederhaut) vom orbitalen Fettgewebe. An der Vorderseite ist die Kapsel etwa 2 Millimeter hinter dem Limbus, auf der Rückseite im Bereich des Sehnervenaustritts mit der Sklera verwachsen. Alle Nerven, Muskeln und Blutgefäße treten durch die Tenonsche Kapsel hindurch. Während die Vortexvenen und Ziliargefäße an ihren Durchtrittspunkten eine Art Fixierung erhalten, bestehen bei den Augenmuskeln so genannte Pforten, die den Muskeln einen gewissen Bewegungsspielraum gestatten. Mehrere Verschiebeflächen (Spatium episclerale) ermöglichen sowohl eine begrenzte Beweglichkeit des Augapfels innerhalb der Kapsel als auch die Bewegung mit der Kapsel innerhalb des umgebenden Gewebes. Der Vergleich des Augapfels mit einem Gelenkkopf und der Tenonschen Kapsel mit einer Gelenkpfanne ist deshalb auch nur sehr ungenau. Im Bereich des Bulbusäquators geht die Tenonsche Kapsel in ein Ringband aus dichten Fasern über, das Cingulum bulbi.

## Klinische Relevanz
In der rekonstruktiven Augenchirurgie eignen sich die faszienartigen Strukturen der Tenonschen Kapsel, klinisch auch Tenon genannt, zum Ersatz von Bindehaut nach schweren Verätzungen oder Verwachsungen (Symblephara) bei Autoimmunprozessen. Sie sind fähig, schnell zu epithelisieren (Oberflächenschicht zu gewinnen). Aus der Tiefe der Orbita werden sogenannte Tenonblätter nach vorne gezogen und am Limbus (der Grenze zur Hornhaut) fixiert. Pionierarbeit und Etablierung des OP-Prinzipes (Tenonplastik, 5-113.3) leistete Martin Reim (* 1931), em. Direktor der Universitäts-Augenklinik Aachen.
In der fistulierenden Glaukomchirurgie ist besondere Rücksicht auf die Tenon erforderlich. Sehr prominente zur Hornhaut lappende Filterkissen beruhen auf schlechter Adaptation der Tenon am Limbus. Zysten der Tenon, meist sehr prominent, können den drucksenkenden Erfolg der fistulierenden Glaukomoperationen gefährden. Es gibt auch Hinweise, dass die Entfernung der Tenon zu bessere Erfolgsraten führen kann.